# Ceryx claremontii
Ceryx claremontii är en fjärilsart som beskrevs av Franciscus J.M. Heylaerts 1890. Ceryx claremontii ingår i släktet Ceryx och familjen björnspinnare. Inga underarter finns listade i Catalogue of Life.